# You Take Me Up
You Take Me Up är en låt av den brittiska gruppen Thompson Twins från albumet Into the Gap. Den släpptes som den tredje singeln från albumet den 23 mars 1984. Den låg nio veckor  på brittiska singellistan och nådde som bäst 2:a plats, vilket är gruppens högsta placering på singellistan. I USA nådde den 44:e plats på Billboard Hot 100.
Utöver de vanliga 7"- och 12"-formaten gavs singeln ut i flera olika varianter och utgåvor. Bland annat som fyra olika formade bildskivor, där tre av dem kan sättas ihop som ett pussel.

## utgåvor
UK 7" (Arista TWINS 4)
Sida A
1. "You Take Me Up" – 4:04

Sida B
1. "Passion Planet" – 3:43

UK 12" (Arista TWINS 124)
Sida A
1. "You Take Me Up" (Machines Take Me Over) – 7:33
2. "Down Tools" – 4:18

Sida A
1. "Leopard Ray" – 3:50
2. "Passion Planet" – 3:44

UK 12" (Arista TWINS 224) [U.S. 12" Remix, Strictly Limited Edition]
Sida A
1. "You Take Me Up" (High Plains Mixer) – 8:30

Sida B
1. "You Take Me Up" (Instrumental) – 6:20
2. "Passion Planet" – 3:44

4 UK shaped picture discs
(Arista TWISD 4) [Round shape with globe and spaceships]
(Arista TWIJ P14) [Part 1 of a 3-part "jigsaw" of a logo/globe map]
(Arista TWIJ P24) [Part 2 of a 3-part "jigsaw" of a logo/globe map]
(Arista TWIJ P34) [Part 3 of a 3-part "jigsaw" of a logo/globe map]
Sida A
1. "You Take Me Up" – 4:04

Sida B
1. "Passion Planet" – 3:43

U.S. 7" (Arista AS1-9244)
Sida A
1. "You Take Me Up" – 3:55

Sida B
1. "Passion Planet" – 3:42

U.S. 12" promo  (Arista ADP-9250)
Sida A
1. "You Take Me Up" (Club Mix) – 8:27

Sida B
1. "You Take Me Up" (Album Version) – 4:23

U.S. 7" promo (Arista AD1-9244)
Sida A
1. "You Take Me Up" (Special Edit) – 4:09

Sida B
1. "You Take Me Up" (Album Version) – 3:55

Australisk kassettsingel (Arista C14069/X14069/CX14069)
Sida A
1. "You Take Me Up/Machines Take Me Over"
2. "Down Tools"

Sida B
1. "You Take Me Up" (U.S. Dance Mix) – 8:30
2. "Passion Planet" – 3:44